# Königsberger Bernsteinsammlung

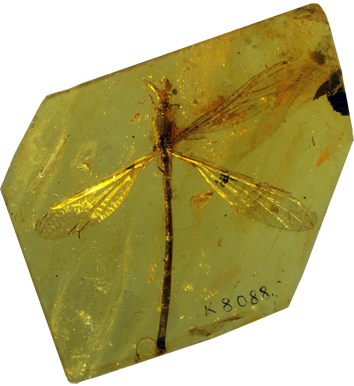
Kleinlibelle aus der Königsberger Bernsteinsammlung

Die Königsberger Bernsteinsammlung in Königsberg (Preußen) umfasste knapp 100.000 Stücke und war die weltweit bedeutendste und größte Sammlung von Bernstein. Der nach Göttingen gerettete Teil der Bernsteinsammlung enthält neben zahlreichen Fossilien auch einige neolithische und frühgeschichtliche Schnitzereien, Perlen, bronzezeitliche Fibeln und kunsthandwerklich bedeutsame Arbeiten aus anderen Epochen.

## Geschichte
Die Königsberger Bernsteinsammlung wuchs aus verschiedenen Teilen zusammen. Die ersten stammen aus dem späten 18. Jahrhundert. Den Hauptteil der Sammlung machen die Bestände der Firma Stantien & Becker aus. Als sie 1899 erworben wurden, gründete Richard Klebs das Bernstein-Museum. Dazu kamen 1906 die Bestände der Physikalisch-ökonomischen Gesellschaft sowie verschiedene Privatsammlungen. Von Klebs stammt der fraglos bedeutendste Sammlungsteil, der 1926 für die Albertus-Universität Königsberg angekauft wurde.
Das Bernstein-Museum war in der ganzen Welt das einzige seiner Art und enthielt Bernsteinstücke aller Farbe und Größe. 120.000 Einschlüsse und Abdrücke von Pflanzen und Tieren zeugten von der Periode der Bernsteinwälder: Nadelholzreste, aber auch Bedecktsamer; Insekten, Spinnentiere, Krebstiere, Ohrwürmer, Heuschrecken, Termiten, Käfer und Zikaden. Der kostbarste Einschluss war eine Eidechse.
Im November 1944 ließ Karl Erich Andrée, der Direktor der Bernsteinsammlung, die wertvollsten Stücke der Sammlung in Kisten verpacken und mit einem Kurier an die Partneruniversität der Albertina, die Georg-August-Universität Göttingen, verbringen. Mit anderen Kunstschätzen, Büchern und Sammlungsmaterial der Albertina wurden sie im Kaliwerk Wittekind-Hildasglück eingelagert. Sie überstanden die Explosion der Schachtanlagen im September 1945 und wurden 1946 von der britischen Militärregierung beschlagnahmt. Bis 1958 war sie im Kunstgutlager Schloss Celle untergebracht. Seither wird die Königsberger Sammlung vom heutigen Geowissenschaftlichen Museum der Universität Göttingen verwahrt, treuhänderisch für die Stiftung Preußischer Kulturbesitz. Es handelt sich um fast 18 000 Stücke mit rund 50 Millionen Jahre alten, vorzüglich erhaltenen pflanzlichen und tierischen Inklusen. Hinzu kommen 2000 Kunst- und Kulturgegenstände aus Steinzeit, Mittel- und Nordeuropäischer Bronzezeit, Antike, Mittelalter, Renaissance und Neuzeit. Kleinere Sammlungsteile wurden im Rahmen von Sonderausstellungen in Duisburg (1977), Göttingen (1983, 2003, 2014), Bochum (1996), Lüneburg (1997) und Ribnitz-Damgarten (2006) ausgestellt.

## Literatur

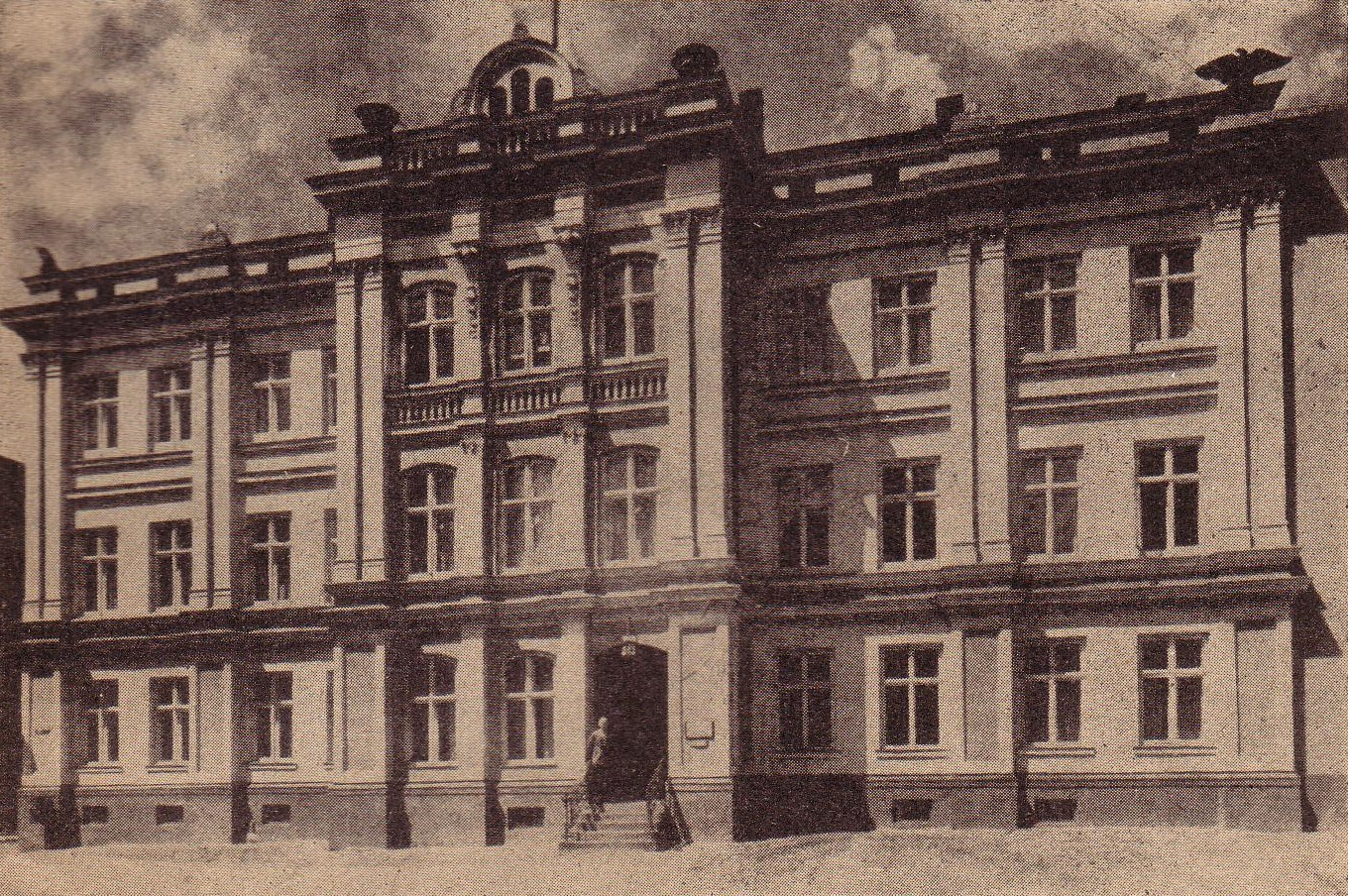
Ostpreußisches Provinzialmuseum